# Het spijt me
Het spijt me is een Nederlands televisieprogramma uit 1993 dat wordt uitgezonden door RTL 4. De presentatie van de eerste variant was in handen van Caroline Tensen en werd uitgezonden van 1993 tot en met 1999. In 2011 kwam een vernieuwde versie, deze werd gepresenteerd door John Williams en was tot 2013 te zien. In 2019 keerde het programma na jaren terug, met Tensen wederom als presentatrice. Deze laatst genoemde versie werd echter wegens tegenvallende kijkcijfers eerder van de buis gehaald. Het programma viel bij veel kijkers verkeerd omdat het helemaal niet leek op de oude versie en omdat er geen bloemen werden uitgereikt. Hierdoor haakten ze massaal af. De afleveringen die niet uitgezonden werden verschenen later op de video-on-demanddienst van RTL genaamd Videoland.
Het programma was eerst een onderdeel van De 5 Uur Show, en werd als Het spijt me een zelfstandig programma.

## Format
Het spijt me is een programma waarbij de kijker getuige kon zijn van verzoeningspogingen na langslepende familie- en/of vriendenruzies. Mensen konden zich opgeven om op de nationale televisie hun excuses aan te bieden aan familie, vrienden en dergelijke. In de eerste versie van het programma ontving presentatrice Caroline Tensen de mensen in een studio waarbij zij in een bemiddelende rol de mensen hielp.
In de tweede variant werd het programma niet meer in een studio opgenomen maar ging presentator John Williams bij de mensen thuis langs met een bos bloemen. Zodra er akkoord werd gegeven kwamen de mensen die excuses wilde maken erbij, deze stonden vaak een straat verder op hem te wachten.
In de derde variant, ditmaal wederom gepresenteerd door Caroline Tensen, gingen ze ook langs de deuren. Tensen gaat langs bij de mensen om te melden dat iemand zijn of haar excuses aan wil bieden. Vervolgens luistert ze naar de andere kant van het verhaal en bied ze de mensen aan om degene te ontmoeten die zijn of haar excuses wil aanbieden. Diegene zit namelijk een straat verderop in een caravan, die geheel wit en op een aantal stoelen na compleet leeg is, te wachten.

## Titelsong
De titelsong is geschreven en gecomponeerd door Hans van Eijck en werd gezongen door Anita Meyer, waarvan ook een lange versie op cd is verschenen. Ze zong het tijdens een aflevering ook live in de studio. Het nummer was in 1993 Alarmschijf. Toen het programma in 2011 voor een vernieuwde variant terug keerde zong Anita Meyer een nieuwe versie in van de bekende tune.
Toen het programma in 2019 terugkeerde werd er besloten gebruik te maken van een nieuwe hiphop-tune. Deze titelsong viel niet bij de kijkers in de smaak, RTL besloot na de kritiek wederom de oude titelsong van Anita Meyer te gaan gebruiken.